# Список птиц Волгоградской области
Список птиц Волгоградской области включает около 299 видов. Большая часть орнитофауны представлена воробьинообразными и ржанкообразными. Гнездование на территории региона доказано для 204 видов и возможно для ещё 23.

## ОтрядАистообразные, илиГоленастые—Ciconiiformes
- Семейство Аистовые — Ciconiidae
  - Белый аист — Ciconia ciconia
  - Чёрный аист — Ciconia nigra
- Семейство Ибисовые — Threskiornithidae
  - Каравайка — Plegadis falcinellus
  - Колпица — Platalea leucorodia
- Семейство Цаплевые — Ardeidae
  - Большая белая цапля — Egretta alba
  - Большая выпь — Botaurus stellaris
  - Жёлтая цапля — Ardeola ralloides
  - Обыкновенная кваква — Nycticorax nycticorax
  - Малая белая цапля — Egretta garzetta
  - Малая выпь или волчок — Ixobrychus minutus
  - Рыжая цапля — Ardea purpurea
  - Серая цапля — Ardea cinerea

## Отряд Веслоногие, илиПеликанообразные—Pelecaniformes
- Семейство Баклановые — Phalacrocoracidae
  - Большой баклан — Phalacrocorax carbo
  - Малый баклан — Phalacrocorax pygmaeus
- Семейство Пеликановые — Pelecanidae
  - Кудрявый пеликан — Pelecanus crispus
  - Розовый пеликан — Pelecanus onocrotalus

## ОтрядВоробьинообразные—Passeriformes
- Семейство Жаворонковые — Alaudidae
  - Белокрылый жаворонок — Melanocorypha leucoptera 
  - Лесной жаворонок, или юла — Lullula arborea
  - Малый, или европейский малый, или короткопалый, жаворонок — Calandrella brachydactyla 
  - Полевой жаворонок — Alauda arvensis
  - Рогатый жаворонок — Eremophila alpestris 
  - Серый жаворонок — Calandrella rufescens 
  - Степной жаворонок — Melanocorypha calandra 
  - Хохлатый жаворонок — Galerida cristata 
  - Чёрный жаворонок — Melanocorypha yeltoniensis
- Семейство Ласточковые — Hirundinidae
  - Береговушка, или береговая ласточка — Riparia riparia
  - Городская ласточка, или воронок — Delichon urbicum
  - Деревенская ласточка, или касатка — Hirundo rustica
- Семейство Трясогузковые — Motacillidae
  - Краснозобый конёк — Anthus cervinus 
  - Лесной конёк — Anthus trivialis
  - Луговой конёк — Anthus pratensis
  - Полевой конёк — Anthus campestris 
  - Белая трясогузка — Motacilla alba
  - Жёлтая трясогузка — Motacilla flava
  - Желтоголовая трясогузка — Motacilla citreola
  - Желтолобая трясогузка — Motacilla lutea (Motacilla flava lutea)
- Семейство Корольковые — Regulidae
  - Желтоголовый королёк — Regulus regulus
- Семейство Свиристелевые — Bombycillidae
  - Свиристель, или обыкновенный свиристель — Bombycilla garrulus
- Семейство Крапивниковые — Troglodytidae
  - Крапивник — Troglodytes troglodytes
- Семейство Завирушковые — Prunellidae
  - Prunella modularis — Лесная завирушка
- Семейство Дроздовые — Turdidae

- - Turdus merula — Чёрный дрозд
  - Turdus pilaris — Рябинник
  - Turdus iliacus — Белобровик
  - Turdus philomelos — Певчий дрозд
  - Turdus viscivorus — Деряба
  - Saxicola rubetra — Луговой чекан
  - Saxicola torquata' — Черноголовый чекан
  - Oenanthe oenanthe — Обыкновенная каменка
  - Oenanthe pleschanka — Каменка-плешанка
  - Oenanthe isabellina — Каменка-плясунья
  - Phoenicurus ochruros — Горихвостка-чернушка
  - Phoenicurus phoenicurus — Обыкновенная, или садовая, горихвостка, или горихвостка-лысушка
  - Erithacus rubecula — Зарянка, или малиновка
  - Luscinia luscinia — Обыкновенный, или восточный, соловей
  - Luscinia svecica — Варакушка
- Семейство Славковые — Sylviidae
  - Cettia cetti — Широкохвостка, или соловьиная широкохвостка, или широкохвостая камышевка
  - Locustella naevia — Обыкновенный сверчок
  - Locustella fluviatilis — Речной сверчок
  - Locustella luscinioides — Соловьиный сверчок
  - Lusciniola melanopogon (Acrocephalus melanopogon) — Тонкоклювая камышевка
  - Acrocephalus schoenobaenus — Камышевка-барсучок
  - Acrocephalus agricola — Индийская камышевка
  - Acrocephalus scirpaceus — Тростниковая камышевка
  - Acrocephalus dumetorum — Садовая камышевка
  - Acrocephalus palustris — Болотная, или кустарниковая, камышевка
  - Acrocephalus arundinaceus — Дроздовидная камышевка
  - Hippolais caligata — Северная бормотушка
  - Phylloscopus trochilus — Пеночка-весничка
  - Hippolais icterina — Зелёная пересмешка
  - Phylloscopus collybita — Пеночка-теньковка
  - Phylloscopus sibilatrix — Пеночка-трещотка
  - Phylloscopus trochiloides — Зелёная пеночка
  - Sylvia atricapilla — Славка-черноголовка, или черноголовая славка
  - Sylvia borin — Садовая славка
  - Sylvia nisoria — Ястребиная славка
  - Sylvia communis — Серая славка
  - Sylvia curruca — Славка-мельничек, или славка-завирушка
- Семейство Мухоловковые — Muscicapidae
  - Muscicapa striata — Серая мухоловка
  - Ficedula hypoleuca — Мухоловка-пеструшка
  - Ficedula albicollis — Мухоловка-белошейка
  - Ficedula parva — Малая мухоловка
- Семейство Суторовые — Paradoxornithidae

Суторовые также известны как Толстоклювые синицы
- - Panurus biarmicus — Усатая синица
- Семейство Длиннохвостые синицы — Aegithalidae
  - Aegithalos caudatus — Ополовник, или длиннохвостая синица
- Семейство Синицевые — Paridae
  - Parus palustris (Poecile palustris) — Черноголовая, или болотная, гаичка
  - Parus montanus (Poecile montana) — Пухляк, или буроголовая гаичка
  - Parus major — Большая синица
  - Parus ater (Periparus ater) — Московка, или чёрная синица
  - Parus cristatus (Lophophanes cristatus) — Хохлатая синица, или гренадерка
  - Parus caeruleus (Cyanistes caeruleus) — Лазоревка, или обыкновенная, или зелёная, лазоревка
  - Parus cyanus (Cyanistes cyanus) — Князёк, или белая лазоревка
- Семейство Ремезы (Remizidae)
  - Remiz pendulinus — Обыкновенный ремез
- Семейство Поползневые — Sittidae
  - Sitta europaea — Обыкновенный поползень
- Семейство Пищуховые — Certhiidae
  - Certhia familiaris — Обыкновенная пищуха
- Семейство Иволговые — Oriolidae
  - Oriolus oriolus — Иволга
- Семейство Сорокопутовые — Laniidae
  - Lanius collurio — Обыкновенный жулан, или сорокопут-жулан
  - Lanius excubitor — Серый сорокопут 
  - Lanius minor — Чернолобый сорокопут
- Семейство Врановые — Corvidae

- - Garrulus glandarius — Сойка
  - Pica pica — Сорока
  - Nucifraga caryocatactes — Кедровка
  - Corvus monedula — Галка
  - Corvus frugilegus — Грач
  - Corvus corone — Европейская чёрная ворона
  - Corvus cornix — Серая ворона
  - Corvus corax — Ворон
- Семейство Скворцовые — Sturnidae
  - Sturnus roseus (Pastor roseus) — Розовый скворец
  - Sturnus vulgaris — Обыкновенный скворец
- Семейство Воробьиные — Passeridae
  - Домовый воробей — Passer domesticus
  - Полевой воробей — Passer montanus
  - Каменный воробей — Petronia petronia
- Семейство Вьюрковые — Fringillidae

- - Fringilla coelebs — Зяблик
  - Fringilla montifringilla — Юрок
  - Loxia curvirostra — Клёст-еловик, или обыкновенный клёст
  - Carpodacus erythrinus — Обыкновенная чечевица
  - Chloris chloris (Carduelis chloris) — Зеленушка, или обыкновенная зеленушка
  - Acanthis flammea (Carduelis flammea) — Чечётка, или обыкновенная чечётка
  - Spinus spinus (Carduelis spinus) — Чиж
  - Carduelis carduelis — Щегол, или черноголовый щегол
  - Acanthis cannabina (Carduelis cannabina) — Коноплянка
  - Pyrrhula pyrrhula — Обыкновенный снегирь
  - Coccothraustes coccothraustes — Обыкновенный дубонос
- Семейство Овсянковые — Emberizidae

- - Emberiza citrinella — Обыкновенная овсянка
  - Emberiza hortulana — Садовая овсянка
  - Ocyris aureolus (Emberiza aureola) — Дубровник
  - Granativora melanocephala (Emberiza melanocephala) — Черноголовая овсянка
  - Granativora bruniceps (Emberiza bruniceps) — Желчная овсянка
  - Schoeniclus schoeniclus (Emberiza schoeniclus) — Камышовая, или тростниковая, овсянка
  - Miliaria calandra (Emberiza calandra) — Просянка
  - Calcarius lapponicus — Лапландский подорожник
  - Plectrophenax nivalis — Пуночка

## ОтрядГагарообразные—Gaviiformes
- Семейство Гагаровые — Gaviidae
  - Краснозобая гагара — Gavia stellata
  - Чернозобая гагара — Gavia arctica

## ОтрядРябкообразные—Pteroclidiformes
- Семейство Рябковые — Pteroclididae
  - Pterocles orientalis — чернобрюхий рябок

## ОтрядГолубеобразные—Columbiformes
- Семейство Голубиные — Columbidae
  - Columba oenas — клинтух
  - Columba palumbus — вяхирь, или витютень
  - Streptopelia turtur — обыкновенная горлица
  - Streptopelia decaocto — кольчатая горлица

## ОтрядГусеобразные, илиПластинчатоклювые—Anseriformes
- Семейство Утиные — AnatidaeЛебедь-шипун (Cygnus olor)
  - Cygnus olor — Лебедь-шипун
  - Cygnus bewickii — Малый, или тундряной, лебедь
  - Cygnus cygnus — Лебедь-кликун
  - Anser fabalis — Гуменник
  - Anser albifrons — Белолобый гусь, или белолобая казарка
  - Anser erythropus — Пискулька
  - Anser anser — Серый гусь
  - Branta ruficollis — Краснозобая казарка
  - Tadorna ferruginea — Огарь, или красная утка
  - Tadorna tadorna — Пеганка, или галогаз
  - Anas penelope — Свиязь, или свияга
  - Anas strepera — Серая утка, или серуха, или полукряква
  - Anas crecca — Чирок-свистунок, или свистун, или малый чирок
  - Anas platyrhynchos — Кряква
  - Anas acuta — Шилохвость
  - Anas querquedula — Чирок-трескунок, или храпунок, или сизокрылый чирок
  - Anas clypeata — Широконоска
  - Marmaronetta angustirostris — Мраморный, или узконосый, чирок
  - Aythya fuligula — Хохлатая чернеть
  - Aythya marila — Морская чернеть, или чернь
  - Aythya nyroca — Белоглазый нырок, или белоглазая чернеть
  - Aythya ferina — Красноголовый нырок, или красноголовая чернеть
  - Melanitta fusca — Турпан, или чёрная утка
  - Bucephala clangula — Гоголь, или дупленка
  - Mergus albellus (Mergellus albellus) — Луток
  - Mergus merganser — Большой крохаль
  - Oxyura leucocephala — Савка

## ОтрядДятлообразные—Piciformes
- Семейство Дятловые — Picidae
  - Jynx torquilla — Вертишейка
  - Dendrocopos minor — Малый, или малый пёстрый, дятел
  - Dendrocopos medius — Средний, или средний пёстрый, или вертлявый, дятел 
  - Dendrocopos leucotos — Белоспинный дятел
  - Dendrocopos major — Пёстрый, или большой пёстрый, дятел
  - Dryocopus martius — Желна, или чёрный дятел
  - Picus viridis — Зелёный дятел
  - Picus canus — Седой, или седоголовый, дятел

## ОтрядЖуравлеобразные—Gruiformes
- Семейство Журавлиные, или Журавли — Gruidae
  - Anthropoides virgo — Красавка, или малый журавль
  - Grus grus — Серый журавль
- Семейство Пастушковые — RallidaeКоростель (Crex crex)
  - Crex crex — Коростель
  - Porzana parva — Малый погоныш
  - Porzana pusilla — Погоныш-крошка
  - Porzana porzana — Погоныш
  - Gallinula chloropus — Камышница, или водяная курочка
  - Fulica atra — Лысуха
- Семейство Дрофиные — Otididae
  - Otis tarda — Дрофа
  - Tetrax tetrax — Стрепет

## ОтрядКозодоеобразные—Caprimulgiformes
- Семейство Настоящие козодои — Caprimulgidae
  - Caprimulgus europaeus — обыкновенный козодой

## ОтрядКукушкообразные—Cuculiformes
- Семейство Кукушковые — Cuculidae
  - Cuculus canorus — обыкновенная кукушка

## ОтрядКурообразные—Galliformes
- Семейство Тетеревиные — Tetraonidae
  - Lyrurus tetrix (Tetrao tetrix) — Тетерев
- Семейство Фазановые — Phasianidae
  - Perdix perdix — Серая куропатка
  - Coturnix coturnix — Перепел
  - Phasianus colchicus — Фазан

## ОтрядПоганкообразные—Podicipediformes
- Семейство Поганковые — Podicipedidae
  - Красношейная поганка — Podiceps auritus
  - Малая поганка — Podiceps ruficollis (Tachybaptus ruficollis)
  - Серощекая поганка — Podiceps grisegena
  - Черношейная поганка — Podiceps nigricollis
  - Чомга, или большая поганка — Podiceps cristatus

## ОтрядРакшеобразные—Coraciiformes
- Семейство Зимородковые — Alcedinidae
  - Обыкновенный, или голубой, зимородок — Alcedo atthis
- Семейство Сизоворонковые — Coraciidae
  - Сизоворонка — Coracias garrulus
- Семейство Щурковые — Meropidae
  - Зелёная щурка — Merops persicus 
  - Золотистая щурка — Merops apiaster

## ОтрядУдодообразные—Upupiformes
- Семейство Удодовые — Upupidae
  - Удод — Upupa epops

## ОтрядРжанкообразные—Charadriiformes
- Семейство Кулики-сороки — Haematopodidae
  - Haematopus ostralegus — Кулик-сорока
- Семейство Шилоклювые — Recurvirostridae
  - Himantopus himantopus — Ходулочник
  - Recurvirostra avosetta — Шилоклювка
- Семейство Авдотковые, или Авдотки — Burhinidae
  - Burhinus oedicnemus — Авдотка
- Семейство Тиркушковые — Glareolidae
  - Cursorius cursor — Бегунок
  - Glareola nordmanni — Степная тиркушка
- Семейство Ржанковые — CharadriidaeЧибис (Vanellus vanellus)
  - Vanellus vanellus — Чибис
  - Chettusia gregaria (Vanellus gregarius) — Кречётка
  - Pluvialis apricaria — Золотистая ржанка
  - Pluvialis squatarola — Тулес
  - Charadrius hiaticula — Галстучник
  - Charadrius dubius — Малый зуёк, или малый галстучник
  - Charadrius alexandrinus — Морской зуёк
  - Charadrius asiaticus — Каспийский зуёк
  - Eudromias morinellus (Charadrius morinellus) — Хрустан
  - Arenaria interpres — Камнешарка
- Семейство Бекасовые — Scolopacidae
  - Scolopax rusticola — Вальдшнеп
  - Lymnocryptes minima — Гаршнеп
  - Gallinago media — Дупель
  - Gallinago gallinago — Бекас
  - Limosa limosa — Большой веретенник
  - Numenius phaeopus — Средний кроншнеп
  - Numenius arquata — Большой кроншнеп
  - Xenus cinereus — Мородунка
  - Tringa ochropus — Черныш
  - Tringa erythropus — Щёголь
  - Tringa nebularia — Большой улит
  - Tringa stagnatilis — Поручейник
  - Tringa glareola — Фифи
  - Tringa totanus — Травник
  - Calidris canutus — Исландский песочник
  - Calidris minuta — Кулик-воробей
  - Calidris temminckii — Белохвостый песочник
  - Calidris ferruginea — Краснозобик
  - Calidris alpina — Чернозобик
  - Calidris alba — Песчанка
  - Limicola falcinellus — Грязовик
  - Philomachus pugnax — Турухтан
- Семейство Чайковые — Laridae
  - Larus canus — Сизая чайка
  - Larus fuscus — Клуша
  - Larus cachinnans — Хохотунья, или южная серебристая чайка
  - Larus ichthyaetus — Черноголовый хохотун
  - Larus ridibundus — Озёрная чайка
  - Larus genei — Морской голубок, или тонкоклювая чайка
  - Larus minutus — Малая чайка
  - Larus melanocephalus — Черноголовая, или средиземноморская, чайка
  - Larus heuglini — Халей, или восточная клуша, или западносибирская чайка
  - Chlidonias niger — Чёрная крачка
  - Chlidonias leucopterus — Белокрылая крачка
  - Chlidonias hybridus — Белощёкая крачка
  - Gelochelidon nilotica — Чайконосая крачка
  - Hydroprogne caspia — Чеграва
  - Sterna hirundo — Речная крачка
  - Sterna albifrons (Sternula albifrons) — Малая крачка
  - Thalasseus sandvicensis — Пестроносая крачка

## ОтрядСовообразные-Strigiformes
- Семейство Совиные — Strigidae
  - Otus scops — Сплюшка
  - Bubo bubo — Филин
  - Nyctea scandiaca (Bubo scandiacus) — Белая сова
  - Strix aluco — Серая, или обыкновенная, неясыть
  - Athene noctua — Домовый сыч
  - Aegolius funereus — Мохноногий сыч
  - Asio otus — Ушастая сова
  - Asio flammeus — Болотная сова

## ОтрядСоколообразные(Falconiformes)
- Семейство Скопиные — Pandionidae
  - Pandion haliaetus — Скопа
- Семейство Ястребиные — Accipitridae
  - Pernis apivorus — Обыкновенный осоед
  - Milvus migrans — Чёрный коршун
  - Haliaeetus albicilla — Орлан-белохвост
  - Neophron percnopterus — Стервятник
  - Gyps fulvus — Белоголовый сип
  - Circaetus gallicus — Змееяд
  - Circus aeruginosus — Болотный, или камышовый, лунь
  - Circus cyaneus — Полевой лунь
  - Circus pygargus — Луговой лунь
  - Circus macrourus — Степной лунь
  - Accipiter brevipes — Европейский тювик
  - Accipiter nisus — Перепелятник, или малый ястреб
  - Accipiter gentilis — Тетеревятник, или большой ястреб
  - Buteo buteo — Канюк или сарыч
  - Buteo rufinus — Курганник
  - Buteo lagopus — Зимняк, или мохноногий канюк
  - Aquila pomarina — Малый подорлик
  - Aquila clanga — Большой подорлик
  - Aquila nipalensis — Степной орёл
  - Aquila heliaca — Могильник
  - Aquila chrysaetos — Беркут
  - Hieraaetus pennatus (Aquila pennata) — Орёл-карлик
- Семейство Соколиные — Falconidae
  - Falco naumanni — Степная, или белокоготная, пустельга
  - Falco tinnunculus — Обыкновенная пустельга
  - Falco vespertinus — Кобчик
  - Falco columbarius — Дербник
  - Falco cherrug — Балобан
  - Falco rusticolus — Кречет
  - Falco peregrinus — Сапсан
  - Falco subbuteo — Чеглок

## ОтрядСтрижеобразные—Apodiformes
- Семейство Стрижиные, или Стрижи — Apodidae
  - Apus apus — чёрный стриж

## ОтрядФламингообразные—Phoenicopteriformes
- Семейство Фламинговые — Phoenicopteridae
  - Обыкновенный фламинго — Phoenicopterus roseus

## Источник
- Чернобай В. Ф. Птицы Волгоградской области. Волгоград: Изд-во ВГПУ «Перемена», 2004. — 287с.